# جین ایکوما
جین ایکوما (ژاپنی: 生駒 仁؛ زادهٔ ۱ ژوئیهٔ ۱۹۹۹) یک بازیکن فوتبال اهل ژاپن است.
از باشگاه‌هایی که در آن بازی کرده‌است می‌توان به باشگاه فوتبال یوکوهاما مارینوس، باشگاه فوتبال کاتالر تویاما و باشگاه فوتبال گراونز کیتاکیوشو اشاره کرد.